# Andy Carroll
Andrew Thomas „Andy” Carroll (n. 6 ianuarie 1989, Gateshead, Anglia, Regatul Unit) este un fotbalist britanic, care joacă pe post de atacant la Bordeaux în Championnat National 2. Pe plan internațional, are prezențe la națională pentru Anglia U19⁠(d), Anglia U-21⁠(d) și Anglia.

## Goluri internaționale
| #  | Data          | Stadion                                   | Selecție | Oponent | Scor | Rezultat | Competiția  |
| -- | ------------- | ----------------------------------------- | -------- | ------- | ---- | -------- | ----------- |
| 1. | 29 March 2011 | Wembley Stadium, London                   | 2        | Ghana   | 1–0  | 1–1      | Meci amical |
| 2. | 15 June 2012  | Olimpiyskiy National Sports Complex, Kiev | 5        | Suedia  | 1–0  | 3–2      | Euro 2012   |

## Statistici carieră

### Club
La 11 May 2014.
| Club                     | Sezon         | Ligă           | Ligă    | Ligă   | FA Cup  | FA Cup | League Cup | League Cup | Altele  | Altele | Total   | Total  |
| Club                     | Sezon         | Divizia        | Meciuri | Goluri | Meciuri | Goluri | Meciuri    | Goluri     | Meciuri | Goluri | Meciuri | Goluri |
| ------------------------ | ------------- | -------------- | ------- | ------ | ------- | ------ | ---------- | ---------- | ------- | ------ | ------- | ------ |
| Newcastle United         | 2006–07       | Premier League | 4       | 0      | 1       | 0      | 0          | 0          | 2       | 0      | 7       | 0      |
| Newcastle United         | 2007–08       | Premier League | 4       | 0      | 2       | 0      | 0          | 0          | —       | —      | 6       | 0      |
| Newcastle United         | 2008–09       | Premier League | 14      | 3      | 2       | 0      | 0          | 0          | —       | —      | 16      | 3      |
| Newcastle United         | 2009–10       | Championship   | 39      | 17     | 3       | 2      | 0          | 0          | —       | —      | 42      | 19     |
| Newcastle United         | 2010–11       | Premier League | 19      | 11     | 0       | 0      | 1          | 0          | —       | —      | 20      | 11     |
| Newcastle United         | Total         | Total          | 80      | 31     | 8       | 2      | 1          | 0          | 2       | 0      | 91      | 33     |
| Preston North End (loan) | 2007–08       | Championship   | 11      | 1      | 0       | 0      | 1          | 0          | —       | —      | 12      | 1      |
| Liverpool                | 2010–11       | Premier League | 7       | 2      | 0       | 0      | 0          | 0          | 2       | 0      | 9       | 2      |
| Liverpool                | 2011–12       | Premier League | 35      | 4      | 6       | 4      | 6          | 1          | —       | —      | 47      | 9      |
| Liverpool                | 2012–13       | Premier League | 2       | 0      | 0       | 0      | 0          | 0          | 0       | 0      | 2       | 0      |
| Liverpool                | Total         | Total          | 44      | 6      | 6       | 4      | 6          | 1          | 2       | 0      | 58      | 11     |
| West Ham United (loan)   | 2012–13       | Premier League | 24      | 7      | 0       | 0      | 0          | 0          | —       | —      | 24      | 7      |
| West Ham United          | 2013–14       | Premier League | 15      | 2      | 0       | 0      | 1          | 0          | —       | —      | 16      | 2      |
| West Ham United          | Total         | Total          | 39      | 9      | 0       | 0      | 1          | 0          | —       | —      | 40      | 9      |
| Total carieră            | Total carieră | Total carieră  | 174     | 47     | 14      | 6      | 9          | 1          | 4       | 0      | 201     | 54     |

1. ↑  Appearances in UEFA Cup
2. ↑  Appearances in UEFA Europa League

### Internațional
La 12 10 2012..
| Echipa | An    | Meciuri | Goluri |
| ------ | ----- | ------- | ------ |
| Anglia | 2010  | 1       | 0      |
| Anglia | 2011  | 2       | 1      |
| Anglia | 2012  | 6       | 1      |
| Total  | Total | 9       | 2      |

## Palmares
Newcastle United
- Football League Championship: 2009–10

Liverpool
- Football League Cup: 2011–12

Individual
- Jackie Milburn Trophy: 2007
- Football League Championship PFA Team of the Year: 2009–10